# Oreophryne streiffeleri
Espèce
Oreophryne streiffeleri est une espèce d'amphibiens de la famille des Microhylidae.

## Répartition
Cette espèce est endémique de la province d'Enga en Papouasie-Nouvelle-Guinée. Elle se rencontre à 2 900 m d'altitude.

## Description
Les mâles mesurent de 20,2 à 22,4 mm et les femelles de 22,5 à 25,1 mm.

## Étymologie
Cette espèce est nommée en l'honneur d'Heinz Streiffeler.

## Publication originale
- Günther & Richards, 2012 : Five new microhylid frog species from Enga Province, Papua New Guinea, and remarks on Albericus alpestris (Anura, Microhylidae). Vertebrate Zoology, vol. 61, no 3, p. 343-372 (texte intégral).